# Róża Maria Goździewska
Róża Maria Goździewska (phát âm tiếng Ba Lan: [ˈruʐa ˈmarʲja ɡɔʑˈd͡ʑɛfska]; còn được biết đến với tên Różyczka Goździewska; 31 tháng 3 năm 1936 – 29 tháng 10 năm 1989) là một y tá người Ba Lan, được biết đến là y tá trẻ nhất trong Khởi nghĩa Warszawa năm 1944 khi mới 8 tuổi.

## Tiểu sử
Róża Maria Goździewska, gọi vắn tắt là Różyczka; sinh ngày 31 tháng 3 năm 1936. Cha của bà đã bị giết bởi Gestapo vào năm 1943. Một năm sau, vào ngày 1 tháng 8, thành phố Warszawa chìm trong cuộc nổi dậy chống lại quân chiếm đóng của Đức và dân thường bị kẹt ở giữa. Một số binh sĩ trẻ em đã tham gia chiến đấu theo phe của quân nổi dậy Ba Lan.
Goździewska, khi đó mới 8 tuổi, đang giúp việc trong bệnh viện dã chiến tại số 11 phố Moniuszki ở Warszawa. Bà được mô tả như là một y tá làm trò vui cho bệnh nhân, mang nước cho họ uống và cố gắng đuổi ruồi. Bệnh viện dã chiến trên liên kết với đơn vị của quân nổi dậy là Đại đội Koszta. Một người họ hàng của cô, Jadwiga Obretenny, cũng là y tá trong cuộc nổi dậy ở tuổi 19.
Một bức ảnh của Goździewska đang đeo băng tay của Hội Chữ thập đỏ, đã được chụp vào đầu tháng 8 năm 1944 bởi Eugeniusz Lokajski, biệt hiệu "Brok", một binh sĩ kháng chiến và nhiếp ảnh gia của lực lượng Quân đội Nhà. Cuộc khởi nghĩa đã gây ra thương vong lớn cho những người tham gia dân sự và cuối cùng bị quân Đức dập tắt vào ngày 2 tháng 10. Goździewska cùng em gái sống sót sau chiến tranh. Bà đã theo học tại một trường trung học do dòng tu Ursulines điều hành, tốt nghiệp Đại học Công nghệ Śląska và di cư đến Pháp vào năm 1958, kết hôn và có hai con. Bà mất ngày 29 tháng 10 năm 1989 ở tuổi 53.

## Tưởng nhớ
Vào đầu thế kỷ 21, bức ảnh của bà đã trở nên nổi tiếng và được sử dụng trong nhiều ấn phẩm khác nhau của Bảo tàng Khởi nghĩa Warszawa. Bức ảnh sau đó được phục chế dưới dạng ảnh màu vào những năm 2010 và được coi là một trong những bức ảnh nổi tiếng nhất về cuộc Khởi nghĩa Warszawa.